# Arscham Schahinjan

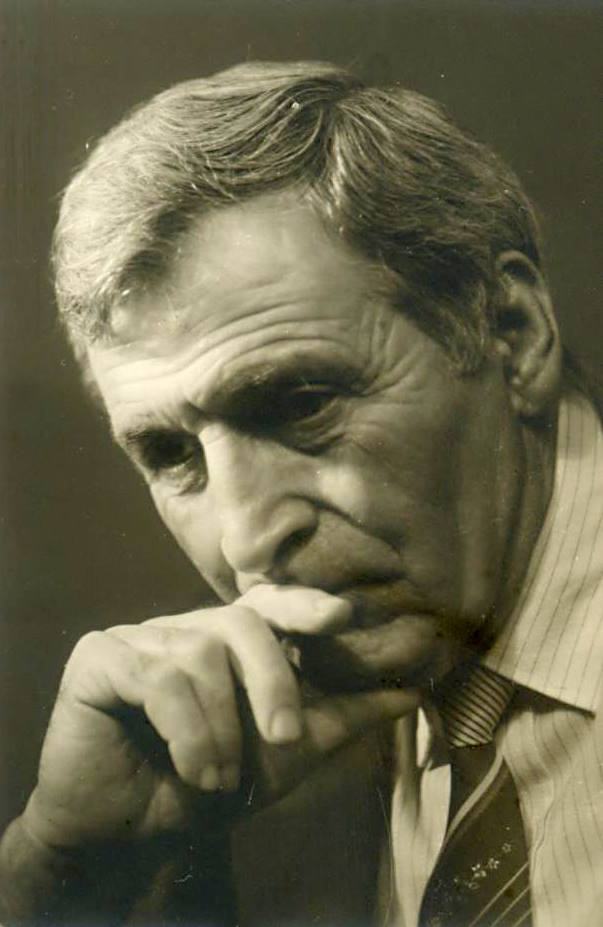
Arscham Schahinjan

Arscham Schahinjan (armenisch Արշամ Շահինյան; * 1. November 1918 in Jerewan, Demokratische Republik Armenien; † 13. Dezember 2004 ebenda, Republik Armenien) war ein (sowjetisch-)armenischer Bildhauer, Dozent und Professor. Zudem war er Mitglied des Künstlerverbandes der UdSSR und Armenischen SSR. Er zählt zu den bekanntesten armenischen Künstlern des 20. Jahrhunderts. Im Jahr 1972 wurde er mit dem sowjetischen Ehrentitel „Verdienter Künstler der Armenischen SSR“ ausgezeichnet (englisch Meritorious Artist).

## Leben
Arscham Schahinjans Eltern, Artasches und Woski Schahinjan, waren armenische Intellektuelle aus Moks (heute Bahçesaray, Türkei). Im Jahr 1915 mussten sie aufgrund des Völkermords an den Armeniern ihre Heimat verlassen und nach Jerewan fliehen.
Bereits in jungen Jahren entdeckte Arscham Schahinjan seine Leidenschaft für die Kunst und seine künstlerische Begabung. Die ersten Erfahrungen sammelte er in der Arbeitsgemeinschaft für Bildhauerei am Pionierpalast in Jerewan. Im Jahr 1951 absolvierte Arscham Schahinjan die Kunsthochschule in Jerewan (später „Staatliche Kunst- und Theater-Hochschule Jerewan“, heute „Staatliche Kunstakademie Jerewan“, armenisch Երեւանի գեղարվեստի պետական ակադեմիա Jerewani gegharwesti petakan akademia).
Nach seinem erfolgreichen Abschluss wurde der Künstler als Dozent an die Kunstfachschule „Panos Terlemesjan“ (heute „Staatliches Kunstcollege Panos Terlemesjan“) berufen und war dort von 1951 bis 1980 als Dozent und gleichzeitig von 1978 bis 1980 als Rektor der Einrichtung tätig. Von 1969 lehrte er zudem als Dozent, seit 1990 als Professor an der „Staatlichen Kunst- und Theater-Hochschule Jerewan“. Er gehörte zu den bedeutendsten Lehrern für Bildhauerei und Kunst dieser Bildungsstätten.

## Werke

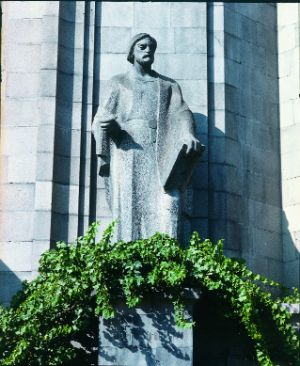
Toros Roslin

Arscham Schahinjans Werke gehören zu der Gattung der monumentalen, monumental-dekorativen und dreidimensionalen Bildwerke.
Arscham Schahinjan hat im Laufe seiner langjährigen künstlerischen Tätigkeit eine Reihe von Skulpturen und Denkmälern erstellt, die in der Geschichte der Kunst des 20. Jahrhunderts ihren Ehrenplatz gefunden haben.
Im Jahr 1967 erschuf Arscham Schahinjan das Denkmal für den bekannten Meister der mittelalterlichen armenischen Buchmalerei Toros Roslin. Die im klassischen Stil gehaltene Skulptur aus Basalt steht vor dem Eingang des Instituts für alte Handschriften „Matenadaran“. Diese bildet ein Ensemble mit fünf weiteren Skulpturen historischer Persönlichkeiten aus Wissenschaft und Kultur.
Eines der berühmtesten Werke von Arscham Schahinjan ist das Sardarapat-Memorial. Das Werk wurde in Zusammenarbeit mit den Bildhauern Ara Harutjunjan, Samwel Manasjan und dem Architekten Rafajel Israjeljan im Jahr 1968 fertiggestellt. Das Memorial befindet sich 10 km von Armawir entfernt und ist dem Sieg des armenischen Volks über die türkische Armee in der Schlacht von Sardarapat im Jahre 1918 gewidmet. Das Denkmal zählt zu den besten Denkmälern und monumentalen Skulpturen der Gegenwart.
Im Jahr 1980 schuf Arscham Schahinjan gemeinsam mit dem Architekten Arakel Gabrieljan ein Denkmal für die gefallenen Soldaten des Zweiten Weltkriegs. Das Denkmal befindet sich in Meghradzor.
Die Gedenkstätte zur Erinnerung an die Erbauer des armenischen Stadtteils der ukrainischen Stadt Slawutytsch zählt zu den wichtigsten Werken von Arscham Schahinjan. Dieser Stadtbezirk wurde unter der Leitung des Architekten Stefan Lasarjan im Jahr 1988 gebaut. Sie sollte als Heimat für die umgesiedelten Arbeiter und deren Familien aus dem Gebiet der Tschernobyl-Katastrophe dienen.
Arscham Schahinjan nahm aktiv an zahlreichen Ausstellungen und Wettbewerbern teil und wurde mehrfach mit höchsten staatlichen Auszeichnungen geehrt.
Die Schriftstellerin Marietta Schahinjan beschreibt in ihrem Buch Eine Reise durch Sowjetarmenien eines der Werke von Arscham Schahinjan als „eine der besten bildhauerisch-plastischen Arbeiten der letzten Jahre“.
Als langjähriger Professor der Kunstakademie bildete er eine Generation von talentierten Künstler und Bildhauern aus, die heute in unterschiedlichen Ländern aktiv sind.

## Werke (Auswahl)

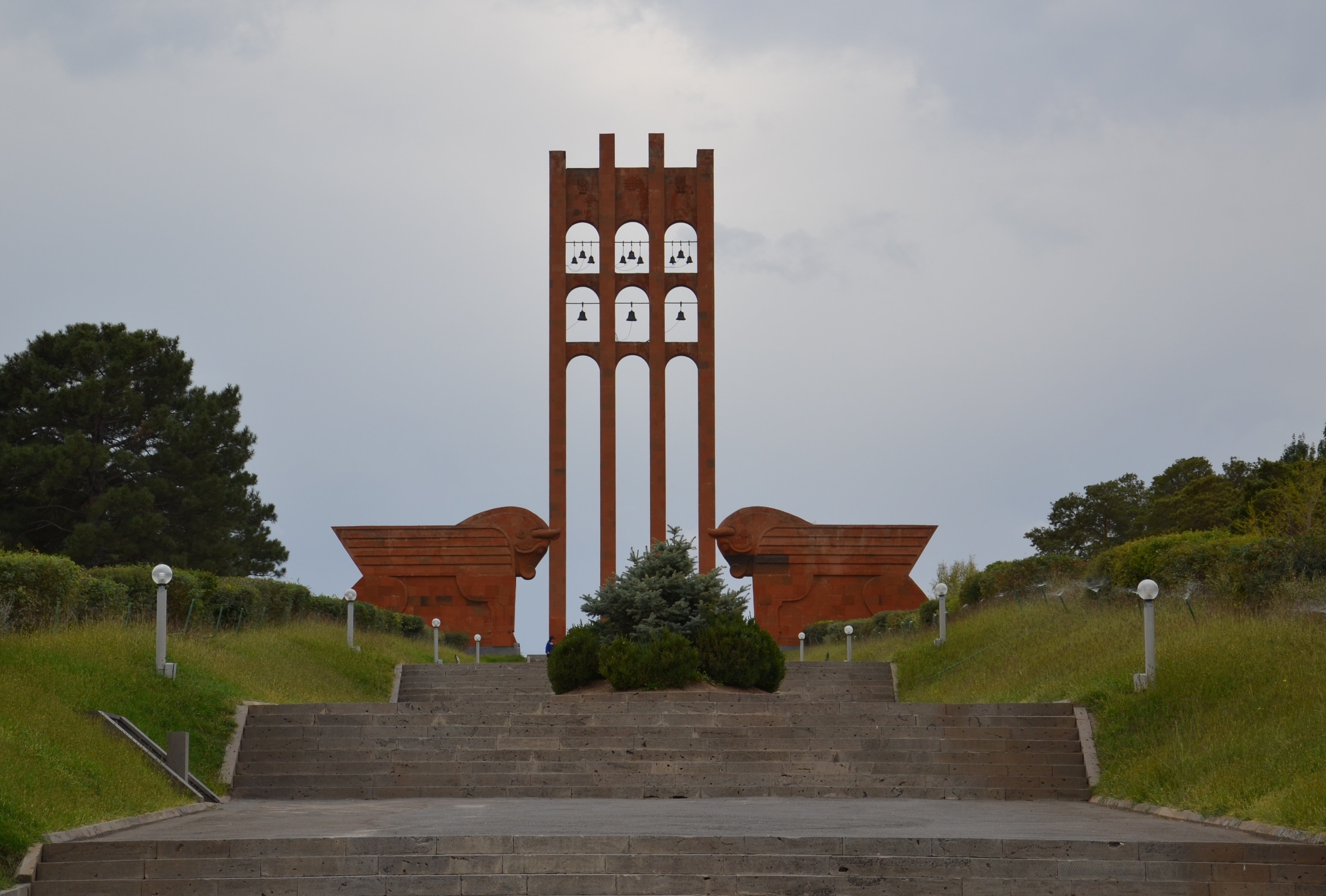
Das Portal des „Memorial Sardarapat“

- 1951: Skulptur „Zukünftige Baumeister“ (Diplomarbeit)
- 1954: Denkmal für Stepan Schahumjan, Basalt, Jerewan
  - Mädchengestalt „Nachdenklich“, Jerewan
- 1955: Skulptur Weiblicher Figur, Marmor, Privatsammlung
- 1957: Skulptur „Meditation“, Marmor, Nationalgalerie Armeniens
- 1959: Porträt K. Sarkisjan, Jerewan
- 1962: Skulptur „Mutterschaft“, Marmor, Jerewan
- 1963: Porträt „Zoghik“, Marmor, Jerewan
- 1964: Skulptur „Abschied“, Jerewan
  - Die Abbildung „Bauerin“, Jerewan
- 1965: Denkmal für den Dichter Wahan Terjan, Marmor, Architekt B. Harutjunjan, Jerewan
  - Weibliche Figur „Morgen“, Marmor, Jerewan
  - Denkmal für Stepan Schahumjan, Basalt, Ararat
- 1966: Porträts von Mowses Chorenazi, (spätantiker armenischer Historiker);
  - Porträt von Jeghische Wardapet (armenischer Geschichtsschreiber)
- 1967: Denkmal für Toros Roslin, Basalt, Institut für Alte Handschriften „Matenadaran“, Jerewan
- 1968: „Memorial Sardarapat“, Armavir
- 1969: Denkmal für den Schriftsteller Raffi, Basalt, Jerewan
- 1970: Porträt von Admiral Iwan Issakow, Marmor, Kriegsmuseum, Jerewan
  - Skulptur von Komponist Dikran Tschuchadschjan, Marmor, Armenisches Nationales Opern- und Ballett-Theater, Jerewan
- 1971: Skulptur von Dikran Tschuchadschjan, Marmor, Jerewaner Musikschule „Dikran Tschuchadschjan“, Jerewan
  - Skulptur weibliche Figur „Sonnenaufgang“, Marmor, Sewan
- 1972: Denkmal für Anania Schirakatsi (armenischer Gelehrter, Mathematiker und Geograph, VII Jahrhundert), der erste Preis, Gjumri
- 1974: Porträt von E. Schuschanjan, Vanadzor
  - Denkmal für Chatschatur Abowjan, Basalt, Dilidschan
  - Denkmal für Mesrop Maschtoz, Basalt, Dilidschan
  - „Mutter“, Militärmuseum, Jerewan
- 1975: Porträt von Komitas, Jerewan
- 1976: Denkmal für den Dichter Wahan Terjan, Basalt, Architekten Astghik Schahinjan und Stefan Lazarjan, Orenburg, Russland
- 1980: Denkmal für die im Zweiten Weltkrieg gefallenen Soldaten, Architekt Arakel Gabrieljan, Meghradzor
  - Denkmal „Unsterblichkeit“, Jerewan
- 1987: Erinnerungsdenkmal, gewidmet den Erbauern des armenischen Stadtteils in Slawutytsch (Ukraine), Architekt Stefan Lasarjan
  - Denkmal für Schriftsteller Raffi, Granit, Raffi-Gesamtschule, Jerewan

### Grabdenkmale, Reliefs
- 1967: Grabdenkmal für Akademiemitglied A. Aleksanjan, Jerewan
- 1973: Grabdenkmal für M. Kasarjan, Jerewan
- 1978: Relief an der Fassade des Sportpalastes in Konakowo (Russland), Bronze

## Familie

### Ehefrau
- Ewelina Schahinjan (Ter-Martirosjan) (1925–2013) – Ärztin

### Kinder
- Astghik Schahinjan (* 1947), Architektin
- Zoghik Schahinjan (* 1949), Chemikerin
- Zowinar Schahinjan (* 1957), Kunstwissenschaftlerin
- Armine Schahinjan (* 1964), Grafikerin

## Galerie

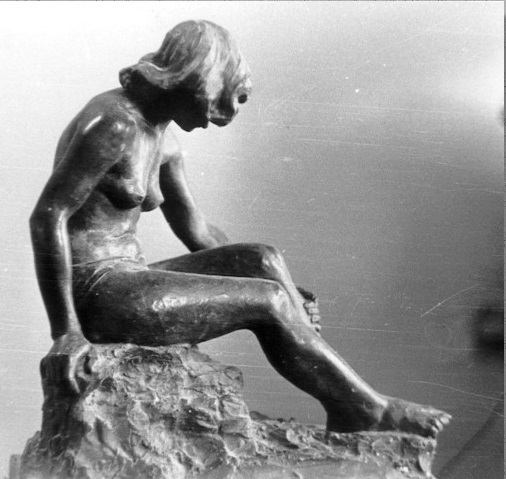
Mädchengestalt „Nachdenklich“, Jerewan
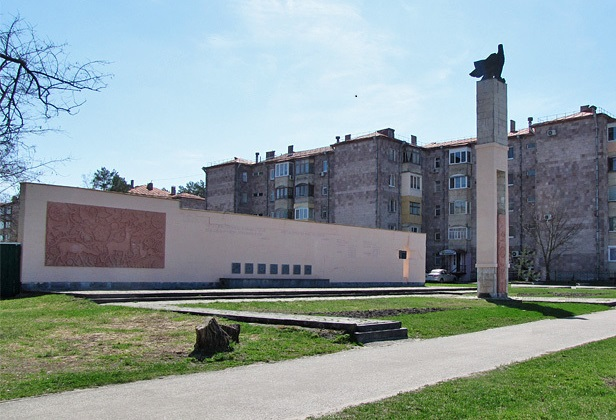
Erinnerungsdenkmal, gewidmet den Erbauern des armenischen Stadtteils in Slawutytsch (Ukraine), Architekt Stefan Lasarjan
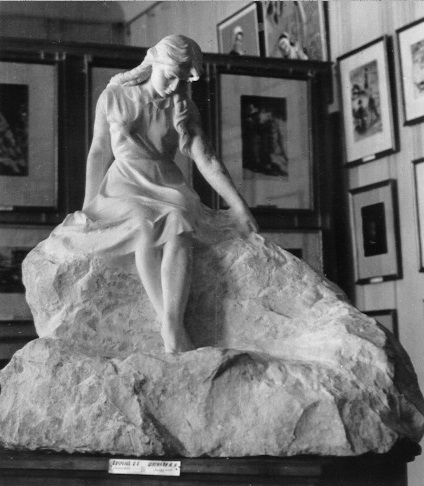
Skulptur „Meditation“, Marmor, Nationalgalerie Armenien
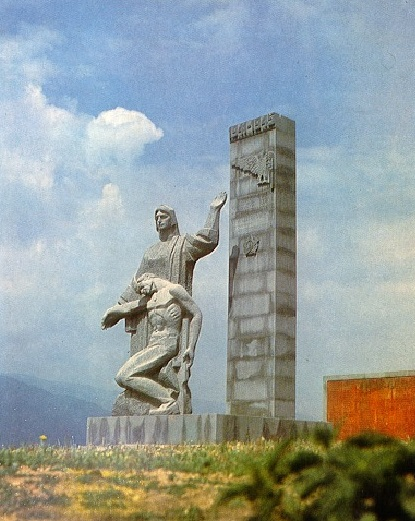
Denkmal für die Gefallenen im Zweiten Weltkrieg, Meghradzor
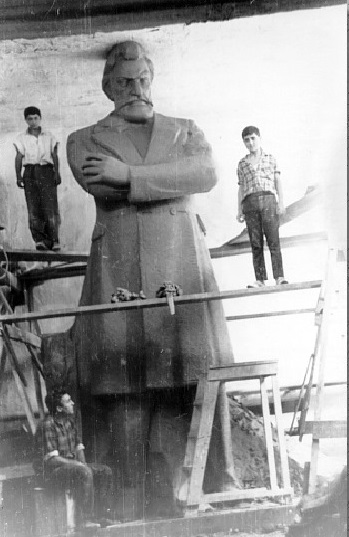
Denkmal für den Schriftsteller Raffi
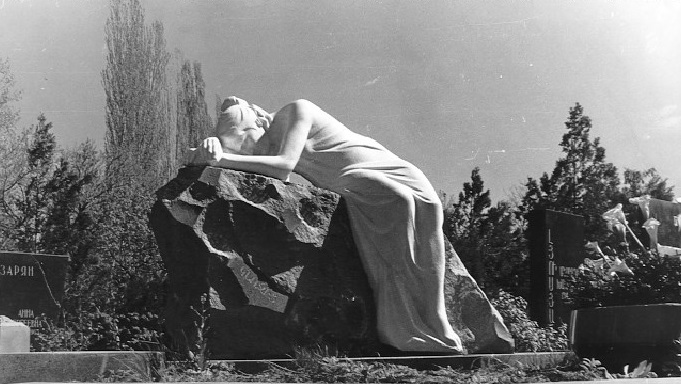
Grabdenkmal für M. Kasarjan
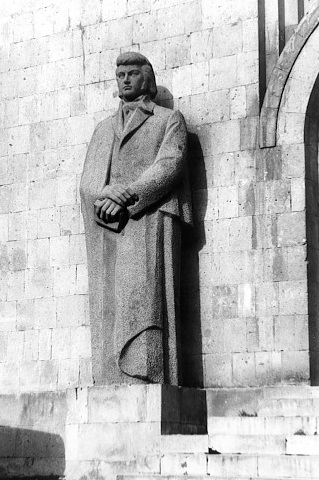
Denkmal für Chatschatur Abowjan, Dilijan
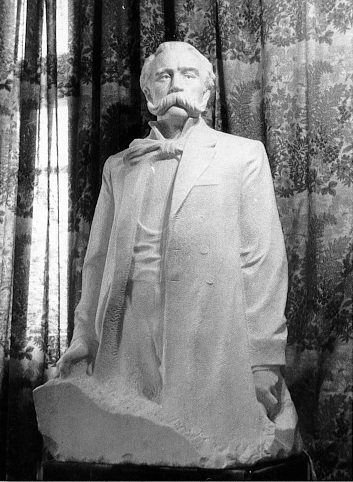
Skulptur des Komponisten Dikran Tschuchadschjan, Marmor, Staatliches Opern- und Ballett-Theater „Aleksandr Spendiarjan“, Jerewan